# Sciades luzonicus
Sciades luzonicus là một loài bọ cánh cứng trong họ Cerambycidae.